# Taiwan Stock Exchange

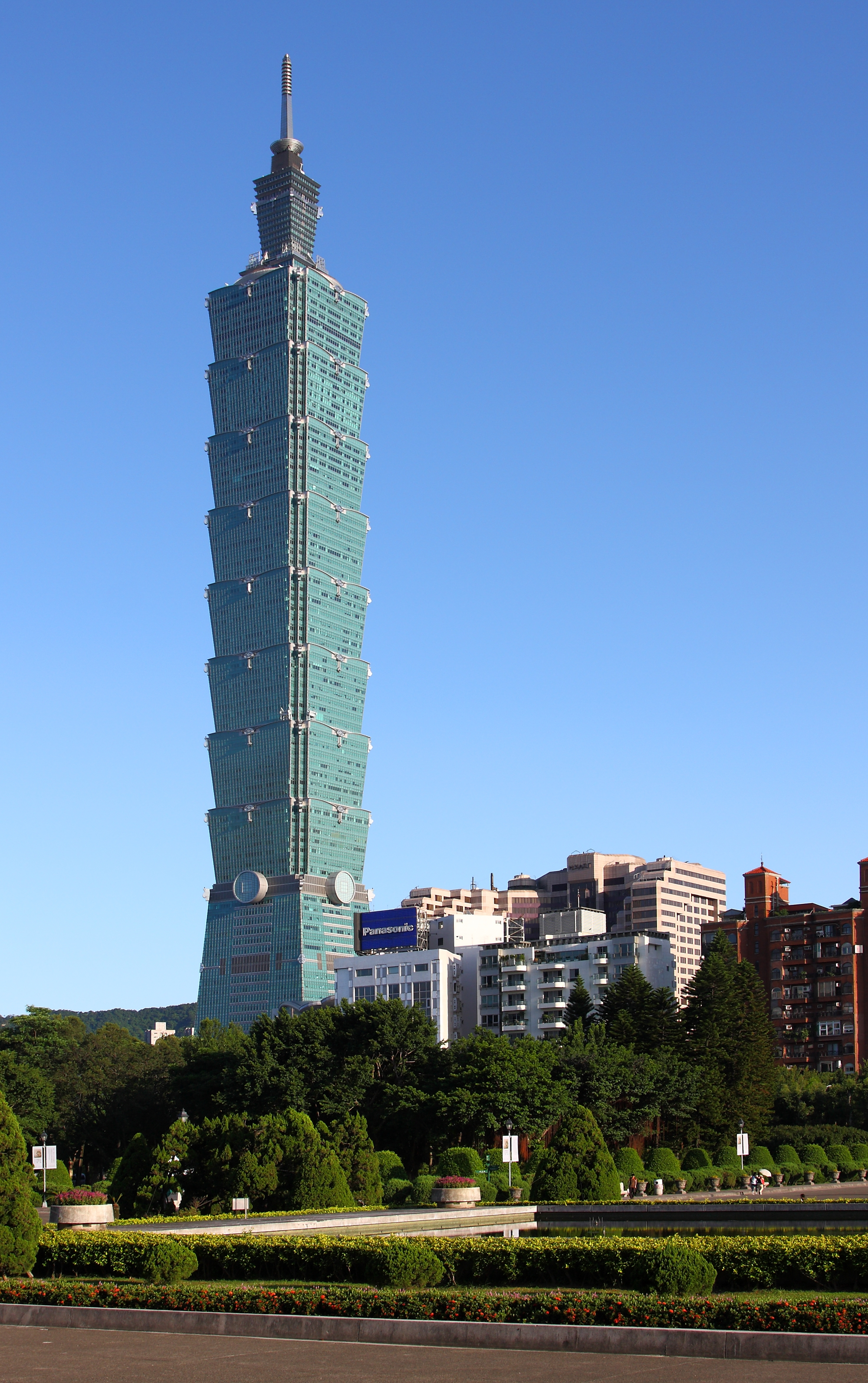
Zicht op de Taiwan Stock Exchange

De Taiwan Stock Exchange (TWSE) is een Taiwanese effectenbeurs, gevestigd in Taipei. De effectenbeurs werd officieel opgericht op 23 oktober 1961 en op 9 februari 1962 werden de eerste effecten verhandeld. 
Per eind 2018 waren de drie grootste beursgenoteerde bedrijven gemeten naar marktwaarde: Taiwan Semiconductor Manufacturing Company (TSMC), Hon Hai Precision Industry en Formosa Petrochemical.
De Taiwan Stock Exchange Capitalization Weighted Stock Index (TAIEX) is de meest gebruikte aandelenindex. Het werd in januari 1967 geïntroduceerd. Voor de weging van de index wordt gebruik gemaakt van de marktkapitalisatie van de ondernemingen.

## Marktgegevens
Hieronder een overzicht van de belangrijkste gegevens met betrekking tot de TWSE:
| Jaar | Aantal bedrijven met een beursnotering | Marktwaarde bedrijven (in NT$ miljard) | Beursomzet (in NT$ miljard) |
| ---- | -------------------------------------- | -------------------------------------- | --------------------------- |
| 1995 | 347                                    | 5.108                                  | 10.515                      |
| 2000 | 531                                    | 8.192                                  | 30.527                      |
| 2005 | 691                                    | 15.634                                 | 18.819                      |
| 2010 | 758                                    | 23.811                                 | 28.219                      |
| 2015 | 874                                    | 24.504                                 | 20.191                      |
| 2016 | 892                                    | 27.248                                 | 16.771                      |
| 2017 | 907                                    | 31.832                                 | 23.972                      |
| 2018 | 928                                    | 29.318                                 | 29.608                      |
| 2019 | 944                                    | 36.414                                 | 26.464                      |
| 2020 | 948                                    | 44.904                                 | 45.654                      |
| 2021 | 959                                    | 56.282                                 | 92.290                      |